# 小屋 (松本市)
小屋（こや）、は長野県松本市の南部の地区。小屋北、小屋南からなる。すべて住居表示地区。長野県道48号松本環状高家線沿いや流通団地周辺には郊外型専門店が見られる。その他は住宅が中心だが田畑も見られる。
現在の小屋にあたる小屋村は天正年間に隣接する村井町村から分かれた村である。そのような経緯から住居表示実施以前は村井町との間に多くの錯雑地が存在した。

## 小屋南
小屋南（こやみなみ）は松本市の町丁。現行行政地名は小屋南1丁目及び小屋南2丁目。住居表示実施済み。
住居表示実施地区、1〜2丁目がある。2012年に設定。

### 概要
松本環状高家線より南側に位置する。流通団地周辺には郊外型専門店の集積が見られる。
かつて都波岐神社の隣には、周辺を支配していた村井氏の城「村井城（小屋城）」があった。村井城は一時武田信玄の拠点となっていた。また、村井氏は小笠原氏についていた氏族のひとつだった。

### 歴史
- 2012年11月1日 - 1〜2丁目で住居表示実施[4]。

### 世帯数と人口
2018年（平成30年）10月1日現在の世帯数と人口は以下の通りである。
| 丁目               | 世帯数  | 人口    |
| ------------------ | ------- | ------- |
| 小屋南1丁目・2丁目 | 661世帯 | 1,530人 |

## 小屋北
小屋北（こやきた）は松本市の町丁。現行行政地名は小屋北1丁目及び小屋北2丁目。住居表示実施済み。

### 概要
市内でも宅地化の著しい地区。特に芳川公園周辺は地区計画が策定されており計画的に住宅が建設されている。俗地名として北原町、寺家などがある。

### 歴史
- 2013年10月1日 - 1〜2丁目で住居表示実施[4]。

### 世帯数と人口
2018年（平成30年）10月1日現在の世帯数と人口は以下の通りである。
| 丁目        | 世帯数  | 人口    |
| ----------- | ------- | ------- |
| 小屋北1丁目 | 357世帯 | 784人   |
| 小屋北2丁目 | 379世帯 | 947人   |
| 計          | 736世帯 | 1,731人 |